# Торе А Кастело (Сијена)
Торе А Кастело је насеље у Италији у округу Сијена, региону Тоскана.
Према процени из 2011. у насељу је живело 57 становника. Насеље се налази на надморској висини од 316 м.